# Championnat d'Italie de rugby à XV de 2e division 2023-2024
Ne doit pas être confondu avec Championnat d'Italie féminin de rugby à XV de 2e division 2023-2024.
 (août 2024).
Si vous disposez d'ouvrages ou d'articles de référence ou si vous connaissez des sites web de qualité traitant du thème abordé ici, merci de compléter l'article en donnant les références utiles à sa vérifiabilité et en les liant à la section « Notes et références ».
Navigation
Série A 2022-2023 Série A 2024-2025
Le Championnat d'Italie de rugby à XV de 2e division 2023-2024, ou Serie A 2023-2024, voit s'affronter trente-six équipes réparties en trois groupes. Le champion est promu en Serie A Élite. Les trois équipes terminant dernier de poules participent à un tournoi de relégation pour désigner l'équipe reléguée en Série B (it) à la fin de la saison.

## Saison régulière

### Poule 1
| Turin : · CUS Torino Rugby · VII Rugby Torino · Milan : · CUS Milano Rugby · ASD Rugby Milano · Amatori Rugby Milano · Milan Turin Biella Parabiago Calvisano Parme Noceto Asti Alghero |

| Équipe            | Stade                              | Capacité | Ville     |
| ----------------- | ---------------------------------- | -------- | --------- |
| CUS Milano Rugby  | Campo Sportivo Mario Giuriati      | 1 000    | Milan     |
| CUS Torino Rugby  | Centro sportivo Carlo Guglielmino  | 500      | Turin     |
| ASD Rugby Milano  | Centro Sportivo Curioni            | 3 000    | Milan     |
| VII Rugby Torino  | Stade municipal de rugby de Turin  |          | Turin     |
| ASD Biella Rugby  | La Cittadella de rugby de Biella   | 500      | Biella    |
| Rugby Parabiago   | Sports Center Venegoni - Marazzini | 600      | Parabiago |
| Amatori Milano    | Campo Crespi                       |          | Milan     |
| Rugby Calvisano   | Stadio San Michele                 | 4 200    | Calvisano |
| Rugby Parma FC    | Campo Giuseppe Bianchini           |          | Parme     |
| Rugby Noceto FC   | Stade de rugby de Noceto           | 1 500    | Noceto    |
| Unione Monferrato | Campo da Rugby Lungo Tanaro        |          | Asti      |
| Amatori Alghero   | Campo da rugby di Maria Pia        | 200      | Alghero   |

#### Classement
| Rang | Club                  | J  | V | N | D  | Pm  | Pe  | Diff | Pts |
| ---- | --------------------- | -- | - | - | -- | --- | --- | ---- | --- |
| 1    | CUS Torino Rugby      | 10 | 8 | 1 | 1  | 371 | 146 | +225 | 42  |
| 2    | ASD Biella            | 10 | 8 | 1 | 1  | 362 | 187 | +175 | 42  |
| 3    | Rugby Milano          | 10 | 7 | 0 | 3  | 273 | 185 | +88  | 31  |
| 4    | Rugby Calvisano       | 10 | 7 | 0 | 3  | 234 | 186 | +48  | 31  |
| 5    | Rugby Parabiago       | 10 | 6 | 0 | 4  | 253 | 223 | +30  | 30  |
| 6    | VII Rugby Torino      | 10 | 5 | 0 | 5  | 200 | 205 | -5   | 26  |
| 7    | CUS Milano            | 10 | 5 | 0 | 5  | 242 | 225 | +17  | 25  |
| 8    | Rugby Noceto FC       | 10 | 5 | 0 | 5  | 205 | 227 | -22  | 24  |
| 9    | Rugby Parme           | 10 | 5 | 0 | 5  | 211 | 256 | -45  | 23  |
| 10   | ASD Unione Monferrato | 10 | 2 | 0 | 8  | 199 | 350 | -151 | 11  |
| 11   | Amatori Rugby Milan   | 10 | 1 | 0 | 9  | 175 | 302 | -127 | 6   |
| 12   | Amatori Rugby Alghero | 10 | 0 | 0 | 10 | 114 | 347 | -233 | 3   |

|  | Qualifié pour les demi-finales (no 1).   |
|  | Qualifié pour la poule repêchage (no 2). |
|  | Qualifié pour le play-out (no 12).       |

Attribution des points : victoire sur tapis vert : 5, victoire : 4, match nul : 2, défaite : 0, forfait : -2 ; plus les bonus (offensif : 4 essais marqués ; défensif : défaite par 7 points d'écart ou moins).

### Poule 2
| Padoue : · Valsugana Rugby · Rugby Petrarca · Patavium Rugby · Vérone : · Valpolicella Rugby · Verona Rugby · Trévise : · Ruggers Tarvisium · Rugby Paese · Rugby Casale ASD · Padoue Vérone Badia Viadana Trévise Villorba Pesaro |

| Équipe                  | Stade                                               | Capacité | Ville           |
| ----------------------- | --------------------------------------------------- | -------- | --------------- |
| Valsugana Rugby Padoue  | Stade d'Altichiero                                  | 500      | Padoue          |
| Rugby Petrarca B        | Centro Sportivo Petrarca Rugby                      | 1 200    | Padoue          |
| Rugby Badia 1981        | Nouvelles installations sportives de Badia Polesine | 300      | Badia           |
| Rugby Viadana B         | Stade Luigi-Zaffanella                              | 6 000    | Viadana         |
| Ruggers Tarvisium ASD   | Stadio comunale di Monigo                           | 5 000    | Trévise         |
| Verona Rugby SSD        | Payanini Center                                     | 2 500    | Vérone          |
| Patavium Rugby Union    | Sport center Antonio Ceron                          |          | Rubano          |
| Omar Villorba Rugby     | Stadio Comunale di Villorba                         | 1 000    | Villorba        |
| Valpolicella Rugby 1974 | Stadio Comunale di San Pietro in Cariano            | 1 000    | Vérone          |
| Rugby Casale ASD        | Stadio Comunale "Eugenio"                           |          | Casale sul Sile |
| ASD Pesaro Rugby        | Campo da Rugby Toti Patrignani                      |          | Pesaro          |
| ASD Rugby Paese         | Stade municipal Gianni Visentin                     | 500      | Paese           |

#### Classement
| Rang | Club               | J | V | N | D | Pm  | Pe  | Diff | Pts |
| ---- | ------------------ | - | - | - | - | --- | --- | ---- | --- |
| 1    | Verona Rugby       | 4 | 4 | 0 | 0 | 171 | 61  | +110 | 19  |
| 2    | Petrarca Rugby     | 4 | 4 | 0 | 0 | 114 | 68  | +46  | 18  |
| 3    | Rugby Paese        | 4 | 3 | 0 | 1 | 73  | 66  | +7   | 14  |
| 4    | Ruggers Tarvisium  | 4 | 3 | 0 | 1 | 125 | 113 | +12  | 13  |
| 5    | Valsugana Rugby    | 4 | 2 | 0 | 2 | 121 | 106 | +15  | 12  |
| 6    | Rugby Badia        | 4 | 2 | 0 | 2 | 138 | 117 | +21  | 11  |
| 7    | Patavium Rugby     | 4 | 2 | 0 | 2 | 99  | 82  | +17  | 11  |
| 8    | Rugby Viadana      | 4 | 2 | 0 | 2 | 102 | 110 | -8   | 10  |
| 9    | Omar Villorba      | 3 | 1 | 0 | 2 | 98  | 112 | -14  | 6   |
| 10   | Rugby Casale       | 4 | 1 | 0 | 3 | 89  | 143 | -54  | 6   |
| 11   | ASD Pesaro         | 4 | 0 | 0 | 4 | 67  | 124 | -57  | 2   |
| 12   | Valpolicella Rugby | 4 | 0 | 0 | 4 | 80  | 175 | -95  | 1   |

|  | Qualifié pour les demi-finales (no 1).   |
|  | Qualifié pour la poule repêchage (no 2). |
|  | Qualifié pour le play-out (no 12).       |

Attribution des points : victoire sur tapis vert : 5, victoire : 4, match nul : 2, défaite : 0, forfait : -2 ; plus les bonus (offensif : 4 essais marqués ; défensif : défaite par 7 points d'écart ou moins).

### Poule 3
| Rome : · SS Lazio Rugby 1927 · UR Capitolina · Primera Rugby ASD · Rugby Rome · Rome Prato Avezzano Livourne Naples Paganica Florence Civitavecchia |

| Équipe                      | Stade                          | Capacité | Ville         |
| --------------------------- | ------------------------------ | -------- | ------------- |
| SS Lazio Rugby 1927         | Centre sportif Giulio Onesti   | 1 300    | Rome          |
| Cavalieri Union Prato Sesto | Stade Enrico-Chersoni          | 2 500    | Prato         |
| Avezzano Rugby              | Stade Angelo Trombetta         | 700      | Avezzano      |
| Unione Rugby Firenze        | Stade Mario Lodigiani          |          | Florence      |
| Villa Pamphili Rugby        | Stade de rugby Corviale        | 300      | Rome          |
| UR Capitolina               | Campo dell'Unione              | 1 000    | Rome          |
| Livorno Rugby SSD           | Stade Carlo Montano            | 1 000    | Livourne      |
| ASD Civitavecchia           | Campo Moretti-Della Marta      |          | Civitavecchia |
| Primera Rugby ASD           | Installations de Tor di Quinto | 4 000    | Rome          |
| ASD Rugby Napoli            | GLS Villaggio del rugby        | 2 000    | Naples        |
| Rugby Roma Olympic Club     | Centre sportif Renato-Speziali | 4 000    | Rome          |
| Polisportiva Paganica Rugby | Campo Enrico Lovenitti         |          | Paganica      |

#### Classement
| Rang | Club                             | J | V | N | D | Pm  | Pe  | Diff | Pts |
| ---- | -------------------------------- | - | - | - | - | --- | --- | ---- | --- |
| 1    | Polisportiva SS Lazio Rugby 1927 | 4 | 4 | 0 | 0 | 227 | 43  | +184 | 20  |
| 2    | Rugby Club I Cavalieri Prato     | 4 | 4 | 0 | 0 | 145 | 69  | +76  | 18  |
| 3    | Avezzano Rugby                   | 4 | 3 | 0 | 1 | 147 | 84  | +63  | 15  |
| 4    | Livorno Rugby SSD                | 4 | 3 | 1 | 0 | 81  | 53  | +28  | 14  |
| 5    | Unione Rugby Capitolina          | 4 | 2 | 1 | 1 | 112 | 67  | +45  | 12  |
| 6    | Rugby Rome                       | 4 | 2 | 0 | 2 | 77  | 85  | -8   | 9   |
| 7    | Firenze Rugby 1931               | 4 | 2 | 0 | 2 | 62  | 101 | -39  | 9   |
| 8    | ASD Civitavecchia                | 4 | 1 | 0 | 3 | 96  | 121 | -25  | 8   |
| 9    | Villa Pamphili Rugby             | 4 | 2 | 0 | 2 | 69  | 132 | -63  | 8   |
| 10   | ASD Rugby Napoli                 | 4 | 0 | 0 | 4 | 62  | 101 | -39  | 2   |
| 11   | Primera Rugby ASD                | 4 | 0 | 0 | 4 | 57  | 111 | -54  | 2   |
| 12   | Polisportiva Paganica Rugby      | 4 | 0 | 0 | 4 | 46  | 214 | -168 | 1   |

|  | Qualifié pour les demi-finales (no 1).   |
|  | Qualifié pour la poule repêchage (no 2). |
|  | Qualifié pour le play-out (no 12).       |

Attribution des points : victoire sur tapis vert : 5, victoire : 4, match nul : 2, défaite : 0, forfait : -2 ; plus les bonus (offensif : 4 essais marqués ; défensif : défaite par 7 points d'écart ou moins).

## Repêchage

### Classement
| Rang | Club   | J | V | N | D | Pm | Pe | Diff | Pts |
| ---- | ------ | - | - | - | - | -- | -- | ---- | --- |
| 1    | [[\|]] | 0 | 0 | 0 | 0 | 0  | 0  | 0    | 0   |
| 2    | [[\|]] | 0 | 0 | 0 | 0 | 0  | 0  | 0    | 0   |
| 3    | [[\|]] | 0 | 0 | 0 | 0 | 0  | 0  | 0    | 0   |

|  | Qualifié pour les demi-finales (no 1). |

Attribution des points : victoire sur tapis vert : 5, victoire : 4, match nul : 2, défaite : 0, forfait : -2 ; plus les bonus (offensif : 4 essais marqués ; défensif : défaite par 7 points d'écart ou moins).

## Phase finale
|  | Demi-finales              | Demi-finales |          |          | Finale   | Finale   |
|  | Demi-finales              | Demi-finales |          |          | Finale   | Finale   |
|  |                           |              |          |          |          |          |
|  | 19 et 26 mai              | 19 et 26 mai |          |          | 1er juin | 1er juin |
|  | 19 et 26 mai              | 19 et 26 mai |          |          | 1er juin | 1er juin |
|  | SS Lazio                  | 16 \| 25     |          |          | 1er juin | 1er juin |
|  | SS Lazio                  | 16 \| 25     |          |          | 1er juin | 1er juin |
|  | Verona                    | 8 \| 8       |          |          | 1er juin | 1er juin |
|  | Verona                    | 8 \| 8       | SS Lazio | 26       |          |          |
|  | 7 mai 2023 et 14 mai 2023 |              | SS Lazio | 26       |          |          |
|  |                           | CUS Torino   | 23       |          |          |          |
|  | CUS Torino                | CUS Torino   | 23       | 24 \| 29 |          |          |
|  | CUS Torino                |              |          | 24 \| 29 |          |          |
|  | Prato Sesto               | 37 \| 6      |          |          |          |          |
|  | Prato Sesto               | 37 \| 6      |          |          |          |          |

| Finale 1er juin | SS Lazio | 26 - 23 (12 - 10) | CUS Torino | Stade Enrico Chersoni, Prato Arbitre : Lorenzo Negro |
| Finale 1er juin | Rapport  |                   |            | Stade Enrico Chersoni, Prato Arbitre : Lorenzo Negro |
| Finale 1er juin |          |                   |            | Stade Enrico Chersoni, Prato Arbitre : Lorenzo Negro |